# Stojan Novaković

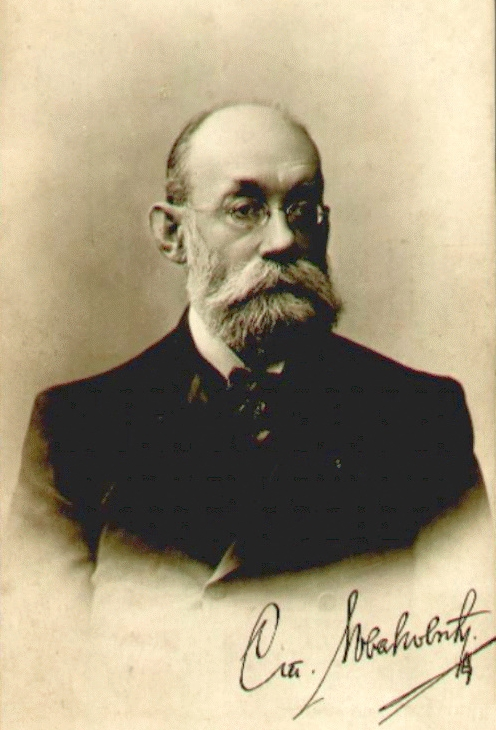
Stojan Novaković

Stojan Novaković (Стојан Новаковић; * 13. November 1842 in Šabac; † 18. Februar 1915 in Niš) war ein serbischer Diplomat, Philologe, Bibliothekar und Politiker. Novaković war zweimal Premierminister des Königreichs Serbien, dreimal Minister für Bildung, Minister des Innern und des Äußeren und führte die führende liberale politische Partei, die Serbische Fortschrittspartei (Napredna stranka). Er war auch einer der erfolgreichsten serbischen Diplomaten, der den Posten des Gesandten in Konstantinopel, Paris und Sankt Petersburg innehatte. Seine Vision war ein vereinigtes „Jugoslawien“ aller Südslawen. Die natürliche Schutzmacht schien ihm Russland zu sein, auch wenn er im Inneren liberale Reformen vorantrieb.

## Leben und Werk
Novaković schloss das Erste Gymnasium Belgrad ab (1860), studierte bis 1863 Jura und Philosophie am Belgrader Lyceum (Licej), das zur Hochschule aufgewertet wurde (Velika škola). 1865 wurde er dort Professor. 1872 war er zugleich der Bibliothekar der Serbischen Nationalbibliothek und Kurator des Serbischen Nationalmuseums in Belgrad. Neben eigenen literarischen Werken wie Gedichten und Romanen begann er als Übersetzer von deutschsprachigen Werken wie Leopold von Rankes Die Serbische Revolution und Johannes Scherrs Allgemeine Literaturgeschichte; auch übertrug er slawische Klassiker ins Serbische, etwa Werke des Polen Adam Mickiewicz und des Russen Alexander Puschkin. Als Historiker der serbischen Literatur folgte er in seiner storija srpske književnosti (1867) stark dem Slowaken Pavel Jozef Šafárik und dem Serben Đuro Daničić, der die Bibel in die serbische Volkssprache übertragen hatte.
Stojan Novaković war von 1906 bis zum Tode der Präsident der Serbischen Akademie der Wissenschaften und Künste, Leiter der Serbischen Nationalbibliothek und zugleich Kurator des Nationalmuseums, der erste Präsident und Gründungsmitglied der Serbischen Literaturgilde, Professor an der Belgrader Hochschule, Gründungsmitglied der Serbischen Akademie (1886), Mitglied der Französischen (korrespondierend, 1912), Polnischen und Russischen Akademien. Novaković gilt als einer der Vertreter moderner serbischer Geschichtsschreibung. Durch seine Aufnahme als korrespondierendes Mitglied in die Kroatische Akademie der Wissenschaften und Künste 1870 beteiligte er sich an der Konstruktion einer Jugoslawien-Identität.
Eine Studie über die historische Geographie erschien 1877 über die Herrschaft von Stefan Nemanja (Zemljište radnje Nemanjine). Die Monographie über die späte Nemanjić-Zeit (Serben und Türken im 14. und 15. Jahrhundert) folgte 1893. Er forschte über das Dorfleben (Selo) in der mittelalterlichen Epoche, die alte Armee, mittelalterliche serbische Hauptstädte in Raszien und Kosovo. Sie galten als Kapitel der umfassenden Monographie Das Volk und das Land im alten serbischen Staat (Zemlja i narod u narod u staroj srpskoj). Der Quellenband Rechtsquellen der serbischen mittelalterlichen Staaten (Zakonski spomenici srpskih dra srednjeg veka) aus dem Jahr 1912 bildet die Hauptquelle zum mittelalterlichen Serbien (Rascien, Bosnien und Dioclea). Eine weitere Edition betraf den Codex des serbischen Kaisers Stefan Dušan (Zakonik Stefana Dušana cara srpskog), nach dem Manuskript, das in Prizren aufgefunden wurde.
Andere Studien zur Neuzeit vor und während der Serbischen Revolution (1804–1835) waren Tursko carstvo vor srpski ustanak,1780-1804 (Das Osmanische Reich vor dem serbischen Aufstand, 1780-1804) sowie Vaskrs države srpske (Die Auferstehung Serbiens).

## Politik

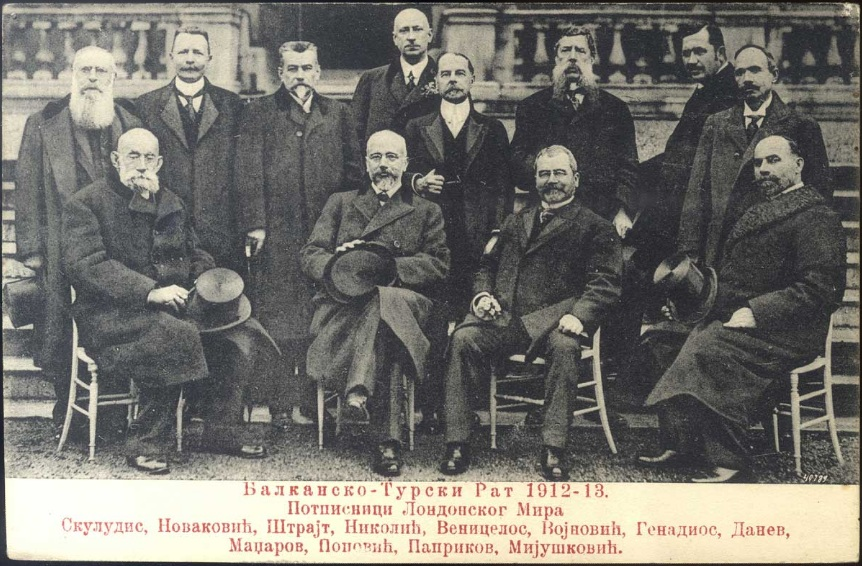
Auf der Londoner Friedenskonferenz 1913, links sitzend

Novaković gehörte der konservativ-liberalen Serbischen Fortschrittspartei an, die er zeitweise auch anführte. Sein erstes politisches Amt war Bildungsminister unter Jovan Ristić 1873 und wieder 1874/75 und 1880–1883 unter wechselnden Premiers. Er stieß wichtige Reformen wie die Schulpflicht und die Reform der Hochschule an. 1884 wurde er Innenminister und zielte auf am Westen orientierte Reformen in der serbischen Agrargesellschaft. In den Jahren 1886 bis 1891 und 1897 bis 1900 war er Gesandter in Konstantinopel, 1900 in Paris und noch 1900 bis 1905 in Sankt Petersburg. In der Türkei schuf er den Boden für wachsenden serbischen Einfluss auf dem ganzen Balkan über Konsulate und andere Einrichtungen. In den Jahren 1895/96 war Novaković serbischer Premierminister sowie Außenminister, näherte sich Russland an, um gemeinsam die orthodoxen Christen zu schützen, und wurde 1909 während der Bosnienkrise wieder Premier. 1913 leitete er die serbische Delegation auf der Londoner Friedenskonferenz nach den Balkankriegen 1912/13, die zum Londoner Vertrag (1913) führte.
Sein politisch einflussreichstes Buch, ein Sammelband mehrerer Einzelaufsätze zu politisch-historischen Fragen, erschien 1906 unter dem Titel Balkansja pitanja (Balkanfragen).

## Schriften
- Srpska biblijografija za noviju kńiževnost, Leipzig : Zentral-Antiquariat d. DDR, 1967, Unveränd. fotomechan. Nachdr. d. Ausg. Biograd 1869
- Srpska gramatika Sastavio Stojan Novaković, 1902
- Izabrana dela Stojana Novakovića (Selected Works of Stojan Novaković), Belgrade: Zavod za udžbenike 2001–2008, 16 vols. ( Zemlje i narod u staroj srpskoj državi, Spisi iz istorijske geografije, Srbi i Turci, Tursko carstvo pred srpski ustanak, Vaskrs države srpske, Balkanska pitanja, Nacionalna pitanja i misao, vol I, Nacionalna pitanja i misao vol. II, Autobiografski spisi, Istorija srpske književnosti, Prvi osnovi slovenske književnosti, Stara srpska književnost vol. I, Stara srpska književnost vol. II, Primeri književnosti i jezika starog srpskoslovenskog, O narodnoj tradiciji i narodnoj književnosti, Srpska bibliografija).

## Einzelbelege
1. ↑  Dimitrije Djordjević: Stojan Novaković: Historian, Politician, Diplomat. In: Historians as Nation-Builders: Central and South-East Europe (= Studies in Russia and East Europe). Palgrave Macmillan UK, London 1988, ISBN 978-1-349-09647-3, S. 51–69, doi:10.1007/978-1-349-09647-3_4.
2. ↑  https://www.researchgate.net/publication/254321610_One_hundred_years_of_Yugoslavia_the_vision_of_Stojan_Novakovic_revisited
3. ↑  Stojan Novaković: Balkanska pitanja. U Drž. štampariji Kranjevine Srbije, 1906 (google.de [abgerufen am 30. Januar 2024]).

| Personendaten    | Personendaten                                   |
| ---------------- | ----------------------------------------------- |
| NAME             | Novaković, Stojan                               |
| ALTERNATIVNAMEN  | Novaković, Stefan; Новаковић, Стојан (serbisch) |
| KURZBESCHREIBUNG | serbischer Wissenschaftler und Politiker        |
| GEBURTSDATUM     | 13. Mai 1842                                    |
| GEBURTSORT       | Šabac                                           |
| STERBEDATUM      | 26. Juni 1915                                   |
| STERBEORT        | Niš                                             |